# Burbank Junction
Burbank Junction es un área no incorporada ubicada en el condado de Los Ángeles en el estado estadounidense de California.

## Geografía
Burbank Junction se encuentra ubicada en las coordenadas 34°11′7″N 118°19′5″O / 34.18528, -118.31806.